# Agios Ioannis Lampadistis
Agios Ioannis Lampadistis – klasztor prawosławny składający się z XI-wiecznego kościoła Agios Irakleidios, XII-wiecznej kaplicy Agios Ioannis Labadistis (od której pochodzi nazwa klasztoru) i XV-wiecznej kaplicy położony we wsi Kalopanajotis w górach Trodos na Cyprze. Kompleks należący do malowanych cerkwi w regionie Trodos wpisanych na listę światowego dziedzictwa UNESCO.

## Galeria

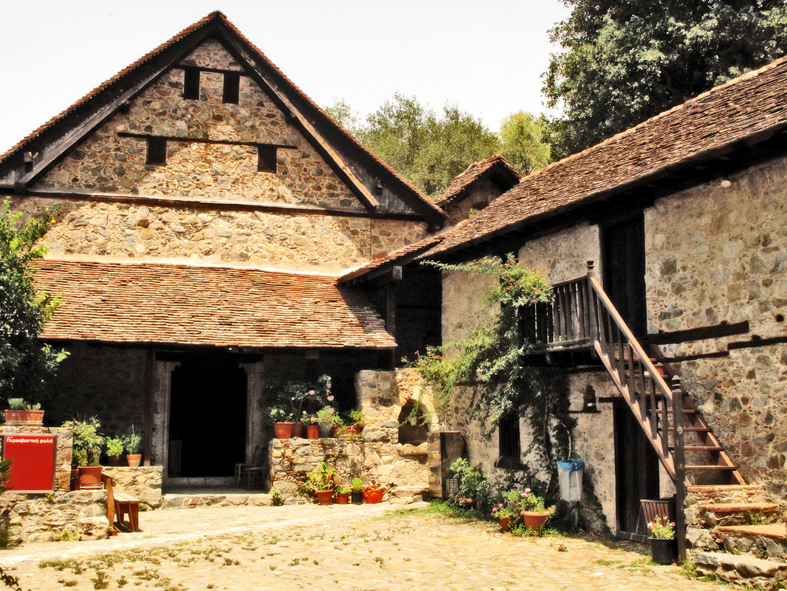
Wewnętrzny dziedziniec klasztoru z widokiem na wejście do kościoła
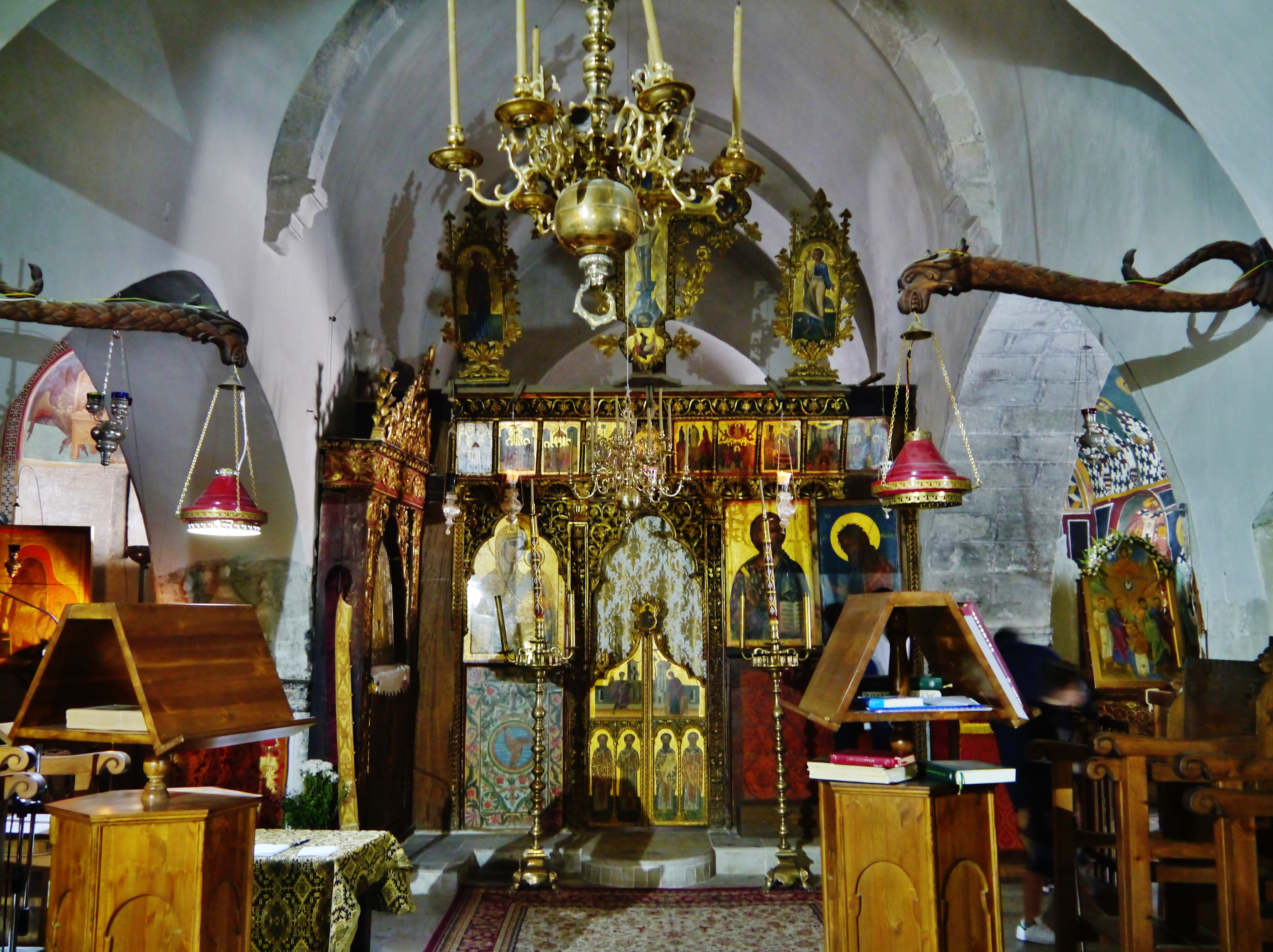
Ołtarz kościoła klasztornego
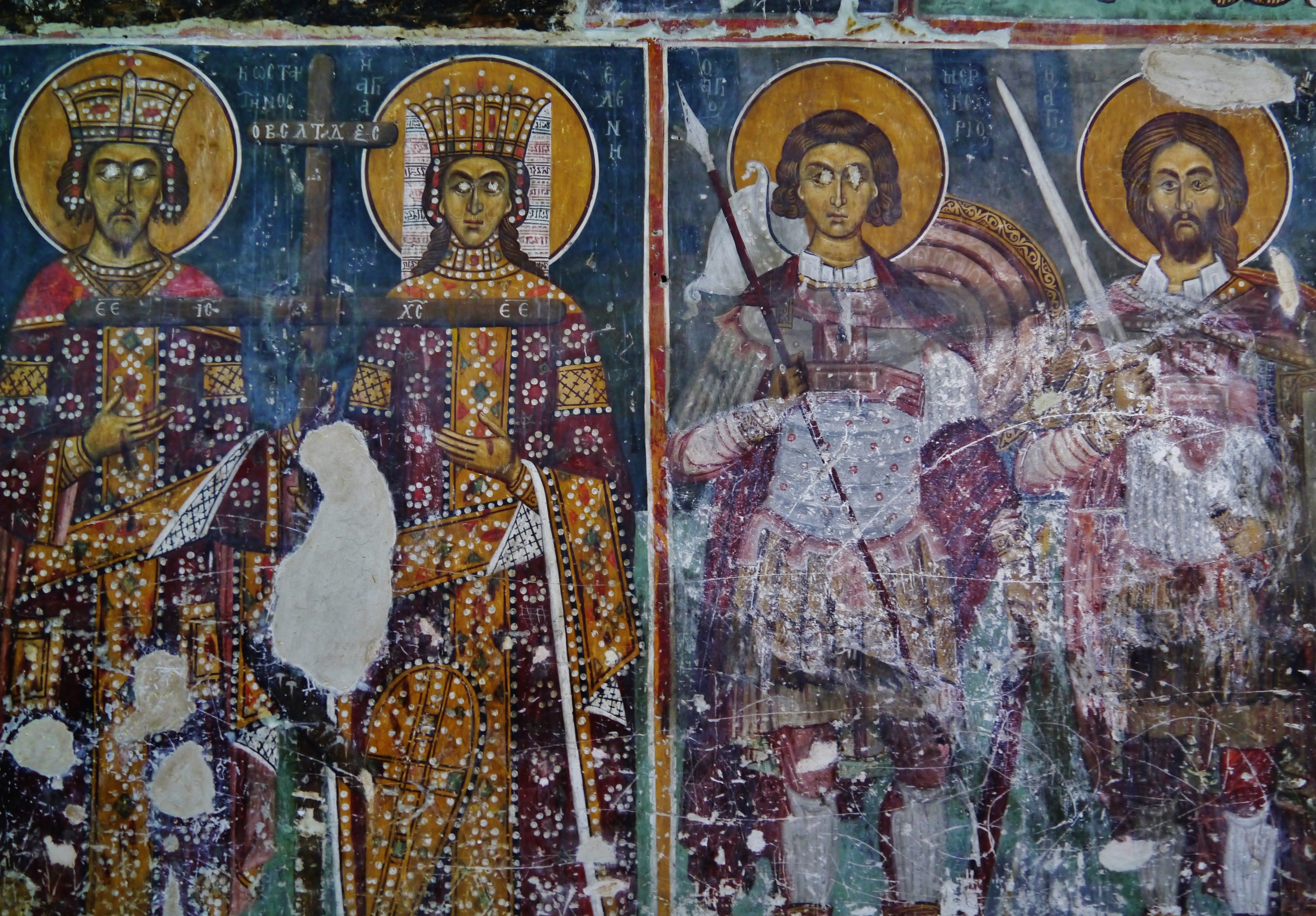
Jeden z fresków w kościele